# Miki Maya
Miki Maya (真矢みき Maya Miki?) (n. 31 de enero de 1964 en Hiroshima, Prefectura de Hiroshima) es una actriz japonesa. Fue estrella principal de Takarazuka Revue.

## Vida y carrera
Durante su infancia, vivió en varias ciudades diferentes debido al trabajo de su padre. Pasó gran parte de su adolescencia en Toyonaka, Osaka, antes de unirse a Takarazuka Revue en 1981. Debutó en  el "Takarazuka Haru no Odori", y se convirtió en la estrella principal del Flower Troupe en el East Of Eden en 1995. Se retiró en 1998 y su último espectáculo fue 'Speakeasy', en el que cantó el tema Kaze no machi no junjō na akutō tachi(風の街の純情な男たち). Este musical se basa en la ópera de balada de 1728, The Beggar's Opera del poeta John Gay.
Miki, como se le conoce cariñosamente, es considerada por algunos como alguien que afectó a muchos cambios en la imagen del "otokoyaku" (rol masculino). Al principio, ella quería interpretar roles femeninos cuando entró en la escuela de música.

## Filmografía

### Televisión
- Sakura no Oyakodon (Tokai TV, 2017)
- Kurokawa no Techo (TV Asahi, 2017)
- Zeni no Sousakan Nishi Kaneko (TBS, 2016)
- Kurotokage (KTV, 2015)
- Shitamachi Rocket (TBS / 2015)
- Zero no Shinjitsu - Kansatsui Matsumoto Maou (TV Asahi / 2014) - Kyoko Inden
- Na mo Naki Doku (TBS / 2013) - Akiko Furuya (ep.6-11 "Nameless Poison")
- Kasuka na Kanojo (Fuji TV / 2013) - Izumi Kirisawa
- Sousa Chizu no Onna (TV Asahi / 2012) - Tamako Tachibana
- Hi wa Mata Noboru (TV Asahi, 2011)
- Mioka (NTV, 2010)
- Ohitorisama (TBS, 2009)
- Buzzer Beat (Fuji TV, 2009)
- The Quiz Show 2 (NTV, 2009)
- Zettai Kareshi SP (Fuji TV, 2009)
- Danso no Reijin (TV Asahi, 2008)
- Giragira (TV Asahi, 2008)
- Galileo: Episode Zero (Fuji TV, 2008)
- Sirius no Michi (WOWOW, 2008)
- Shibatora (Fuji TV, 2008)
- Zettai Kareshi (Fuji TV, 2008)
- Attention Please SP (Fuji TV, 2008)
- Tokyo Daikushu (NTV, 2008)
- Shabake (Fuji TV, 2007)
- Galileo (Fuji TV, 2007)
- Shinkansen Girl (NTV, 2007)
- Life (Fuji TV, 2007)
- Attention Please SP (Fuji TV, 2007)
- Himitsu no Hanazono (Fuji TV, 2007)
- Bengoshi Haijima Hideki (Fuji TV, 2006)
- Attention Please! (Fuji TV, 2006)
- Kaze no Haruka (NHK, 2005)
- Batsu Kare (TBS, 2004)
- Onjuku Kawasemi (御宿かわせみ) (NHK, 2004)
- Teruteru Kazoku (NHK, 2003)
- Boku dake no Madonna (Fuji TV, 2003)
- Dobutsu no Oisha-san (TV Asahi, 2003)
- Tsuhan-Man (TV Asahi, 2002)
- Straight News (NTV, 2000)
- Ai wo Kudasai (Fuji TV, 2000)
- Kizu Darake no Onna (Fuji TV, 1999)

### Cine
- Bayside Shakedown 4: The Final | Odoru Daisosasen The Final Arata Naru Kibo (2012) - Hitomi Okita
- Rock'n'Roll Housewives | Utahime (2012) - Shinko
- Magic Tree House | Majiku Tsurihausu (2012) - Morgan (voz)
- Suspect X | Yogisha X no kenshin (2008)
- Life - Tengoku de Kimi ni Aetara (2007)
- Maiko Haaaan!!! (2007)
- Yogisha: Muroi Shinji / The Suspect: Muroi Shinji (2005)
- Musume Dojoji (2004)
- Itsuka 'A' Torein ni Notte / Take the 'A' Train, Someday (2003)